# Velserbroek
Velserbroek est un village de la province de Hollande-Septentrionale aux Pays-Bas. Elle fait partie de la commune de Velsen. 
La population du district statistique (incluant la campagne environnante) de Velserbroek  est de 16 220 habitants (2005). 